# Derby de Nottingham
Le Nottingham derby est le nom donné au derby entre les clubs du Nottingham Forest et du Notts County. Cette rivalité se réfère à l'antagonisme entre les principaux clubs de football de Nottingham, en Angleterre.
Le bilan des confrontations est à l'avantage de Forest qui a gagné 40 matchs, contre 30 pour County.
Le palmarès des deux clubs confirme cet avantage : en effet, Forest a remporté 16 titres dans des compétitions nationales et 3 dans des compétitions internationales, alors que County en a remporté 7 dans des compétitions nationales et aucune dans des compétitions internationales.

## Histoire
Les deux clubs font partie des plus anciens clubs de football du monde. County a été créé en 1862 et Forest a été créé trois ans plus tard par un groupe de personnes pratiquant le bandy, une variante du football.
Le premier match entre les deux clubs a été joué en mars 1866. C'est également le tout premier match officiel de Forest. Le résultat, quant à lui, reste contesté : certains disent que le match s'est terminé par une victoire de Forest 1 à 0 alors que d'autres disent qu'il s'est terminé sur le score de 0-0.
La 1re rencontre en Coupe d'Angleterre eut lieu le 16 novembre 1878. Forest remporta le match 3-1.
La 1re confrontation en championnat eut lieu le 18 octobre 1892. Le score fut également de 3-1, mais en faveur de County.
La plus large victoire en faveur de Forest fut de 5-0, le 24 novembre 1900 et le 10 octobre 1953.
La plus large victoire de County fut quant à elle de 4-1, le 8 janvier 1910 et le 12 février 1955.
Les deux équipes se rencontraient souvent jusqu'au milieu des années 1950. Mais, à partir de cette période, ce derby se faisait très rare car les deux clubs évoluaient généralement dans des divisions différentes.
La dernière rencontre en championnat eut lieu le 12 février 1994. Le match s'est terminé sur le score de 2-1 pour County grâce à un doublé de Charlie Palmer (en).
Depuis ce jour, seulement quatre matchs se sont joués entre les deux clubs :
- le 30 juillet 2007 en match de pré-saison (2-1 en faveur de Forest),
- le 2 août 2008 en match de pré-saison (3-2 en faveur de Forest),
- le 25 juillet 2009 en match de pré-saison (2-1 en faveur de County),
- et le 9 août 2011 en League Cup (victoire de Forest aux tirs au but).

## Statistiques
|             | Victoires de N. Forest | Matchs nuls | Victoires de N. County |
| ----------- | ---------------------- | ----------- | ---------------------- |
| Championnat | 35                     | 23          | 28                     |
| FA Cup      | 3                      | 1           | 2                      |
| League Cup  | 2                      | 0           | 0                      |
| Total       | 40                     | 24          | 30                     |

## Matchs entre les deux clubs

### 10 dernières confrontations en championnat
| Stade       | Date            | Vainqueur | Score |
| ----------- | --------------- | --------- | ----- |
| City Ground | 23 janvier 1982 | County    | 0-2   |
| Meadow Lane | 12 avril 1982   | Forest    | 1-2   |
| Meadow Lane | 4 décembre 1982 | County    | 3-2   |
| City Ground | 23 avril 1983   | Forest    | 2-1   |
| City Ground | 16 octobre 1983 | Forest    | 3-1   |
| Meadow Lane | 31 mars 1984    | Match nul | 0-0   |
| Meadow Lane | 24 août 1991    | Forest    | 0-4   |
| City Ground | 11 janvier 1992 | Match nul | 1-1   |
| City Ground | 30 octobre 1993 | Forest    | 1-0   |
| Meadow Lane | 12 février 1994 | County    | 2-1   |

### FA Cup
| Stade        | Date              | Vainqueur | Score |
| ------------ | ----------------- | --------- | ----- |
| Trent Bridge | 16 novembre 1878  | Forest    | 1-3   |
| Trent Bridge | 8 novembre 1879   | Forest    | 4-0   |
| Trent Bridge | 1er décembre 1883 | County    | 3-0   |
| Trent Bridge | 26 novembre 1887  | Forest    | 2-1   |
| Trent Bridge | 24 février 1894   | Match nul | 1-1   |
| Trent Bridge | 3 mars 1894       | Forest    | 4-1   |

### League Cup
| Stade       | Date             | Vainqueur | Score            |
| ----------- | ---------------- | --------- | ---------------- |
| City Ground | 1er janvier 1978 | Forest    | 4-0              |
| City Ground | 9 août 2011      | Forest    | 3-3 (4-3 T.a.b.) |

## Records
Plus grand nombre de buts en un match : 8 (County-Forest : 2-6 et County-Forest : 3-5)
Plus grande victoire de Forest : 5-0
Plus grande victoire de County : 4-1